# Процес «СМАГ-ГТ»
Процес «СМАГ-ГТ» — спеціальний процес збагачення корисних копалин, зокрема дрібнодисперсного вугілля, який відрізняється поєднанням процесів селективної агрегації та гідротранспортування .
Досліджено шість основних технологічних варіантів технології «гідротранспорт-агломерація» вугілля:

Рис.1 — Технологічний комплекс головного та прийомного терміналів МГТС при агрегації вугілля за схемами 1, 3 та 4: 1 — гранулятор; 2 — акумулятор гідросуміші; 3 — обезводнююча установка; 4 — змішувач; 5 — гідротранспортний трубопровід; 6 — відсаджувальна центрифуга; 7 — фільтр-прес; 8 — радіальний згущувач; 9 — ежектор.

Рис. 2 — Технологічний комплекс головного та приймального терміналів МГТС при агрегації вугілля за варіантом 2: 1 — змішувач; 2 — фільтр-прес; З — радіальний згущувач; 4 — установка для обезводнення; 5 — гранулятор; 6 — акумулятор гідросуміші; 7 — гідротранспортний трубопровід; 8 — масловідділювач; 9 — фільтрувальна центрифуга 10 — ежектор.

Рис. 3 — Технологічний комплекс прийомного терміналу ГТС при пеленгуванні вугілля з фугату центрифуг за схемо 6: 1 — гранулятор; 2 — відсаджувальна центрифуга; 3 — установка для обезводнення; 4 — ежектор; 5 — змішувач; 6 — радіальний згущувач; 7 — фільтрувальна центрифуга; 8 — фільтрпрес; 9 — масловідділювач.

Рис.5 — Схема дослідної установки гідравлічного транспортування вугілля: 1 — бункер; 2 — підпорна ємність; 3 — привод; 4 — насос; 5 — дифманометри; 6 — труба Вентурі; 7 — вимірювальна дільниця.

1. Пелетування вугілля на головному терміналі гідротранспортної системи (МГГС) в гранули І структурного типу (плівковий) — трубопроводний транспорт грануляту в потоці води — обезводнення та обеззолення у відсаджувальних центрифугах кінцевого терміналу (рис. 1).
2. Пелетування вугілля на головному терміналі в гранули II типу (менісковий) — гідравлічний транспорт грануляту — обезводнення та обеззолення на фільтрувальних центрифугах кінцевого терміналу (рис. 2).
3. Пелетування на головному терміналі частини вугілля в гранули II типу — транспортування по трубам суміші «вугілля-гранулят» — обезводнення у фільтрувальних або відсаджувальних центрифугах кінцевого терміналу (рис. 1).
4. Пелетування вугілля в гранули І типу безпосередньо у вуглепроводі з наступним обезводненням і обеззоленням грануляту на відсаджувальних центрифугах (рис.1).
5. Обезводнення транспортуємого МГТС вугілля на кінцевому терміналі в центрифугах з наступним пелетуванням вугілля з фугату центрифуг в гранули І типу — обезводнення і обеззолення у відсаджувальних центрифугах (рис.3).
6. Гідротранспортування вугілля — обезводнення центрифугуванням на кінцевому терміналі з наступним пелетуванням вугілля з фугату центрифуг в гранули II типу — обезводнення і обеззолення гранул на ситах і в суміші з вугіллям на центрифугах (рис.4).

Як об'єкт досліджень було прийняте енергетичне і коксівне вугілля, а також шихта коксівного вугілля Донбасу і Кузбасу крупністю 0—2; 0—6 мм, зольністю 8,5; 9 %. Як зв'язуюча речовина при масляній агломерації використовувався мазут М100 і М40.
Експерименти по гідротранспорту проводилися на стендах з трубопроводними системами замкнутого типу (внутрішній діаметр труб 202 й 104 мм) — рис. 5. Масляна агломерація здійснювалася на створеній нами пілотній установці продуктивністю 5 т/год (рис.6). Для обезводнення використана центрифуга НОГШ-325, а також стендова установка механічного зриву водної плівки. Коксування виконувалося ящичним методом в коксових печах Донецького коксохімзаводу.
При порівняно низьких витратах мазуту (1—5 мас. % від вугілля) досягається зниження енергоємності гідротранспорту на 10—15 %, вологість кінцевого продукту становить близько 10 %, що виключає необхідність використання термосушки. В схемі 4 прийнято оригінальне технічне рішення, що виключає необхідність використання гранулятору як такого, оскільки процес пелетування протікає безпосередньо в трубопроводі. Ця схема може бути застосована для більшості марок вугілля.
Технологічна схема 1 рекомендується в умовах зниженої грануляційної здатності пари «вугілля-реагент» та при відстанях транспортування 50—80 км.
Технологічна схема 2 практично повністю усуває деградацію вугілля у вуглепроводі (подрібнення, модифікування поверхні, обезводнення тощо), але при цьому має ряд недоліків: підвищені (біля 12—16 %) витрати зв'язуючого, низька концентрація гідросуміші (30—45 %), підвищена енергоємність гідротранспортування, злежуваність грануляту та необхідність чистки води від залишкових масел. Схема 2 рекомендується для вугілля, фізико-механічні характеристики якого в процесі гідротранспортування сильно змінюються (буре, «солоне», молоде кам'яне).
Технологічна схема 3 займає по відношенню до схем 1, 4 та 2 проміжне місце. Її застосування найдоцільніше при переміщенні по МГТС шихти коксівного вугілля, що включає сильно деградуючий в умовах гідротранспорту компонент.
При пелетуванні вугілля на головному терміналі МГТС в гранули II типу вугільні зерна сильно деградуючого у водному потоці компоненту стають центрами структур типу «ядро-оболонька» і здобувають максимальний захист від дії факторів гідротранспорту.
Технологічні схеми 5 та 6 забезпечують ефективне обезводнення і збагачення твердої фази фугатів на кінцевому терміналі МГТС. Однак, у зв'язку зі зниженням агітаційної здатності вугілля при гідротранспорті режим пелетування суттєво ускладнений, потребує спеціальних рішень, відходи агрегації містять до 40—45 мг/л залишкових масел і потребують додаткової очистки.
Сфера застосування технологічних схем 5 та 6 включає стійке до деградації в процесі гідротранспорту вугілля, некондиційні водовугільні суспензії, накопичені маси фугату центрифуг кінцевого терміналу.
Таким чином, використання техніки масляної агрегації вугілля МГТС дозволяє:
- при дальності транспортування 250—1700 км знизити вологість кеку відсаджувальних центрифуг у 2—3 рази і практично усунути подрібння;
- радикально знизити втрати тонких фракцій вугілля з фугатом відсаджувальних центрифуг на кінцевому терміналі МГТС і забезпечити зольність твердої фази фугату на рівні >80 %;
- забезпечити збереження технологічних властивостей коксівного вугілля при транспортуванні в потоці води на відстань до 500 км.

Позитивні результати експериментальних досліджень дають підстави стверджувати, що поєднання гідравлічного транспорту вугілля з процесом його масляної агломерації забезпечує можливість створення МГТС нового покоління, придатних для транспортування кам'яного і бурого вугілля всіх марок та модифікацій без суттєвої зміни їх фізико-хімічних характеристик з додержанням вимог екологічної чистоти.